# بهره‌وری ظرفیت
بهره‌وری ظرفیت یا استفاده از ظرفیت (به انگلیسی: Capacity utilization)، میزانی است که یک شرکت یا کشور از ظرفیت تولیدی نصب‌شده خود استفاده می‌کند. این رابطه بین خروجی تولیدشده با تجهیزات نصب‌شده و خروجی بالقوه‌ای است که در صورت استفاده کامل از ظرفیت می‌توان با آن تولید کرد. فرمول خروجی واقعی در هر دوره در کل ظرفیت کامل در هر دوره است که به صورت درصد بیان می‌شود.

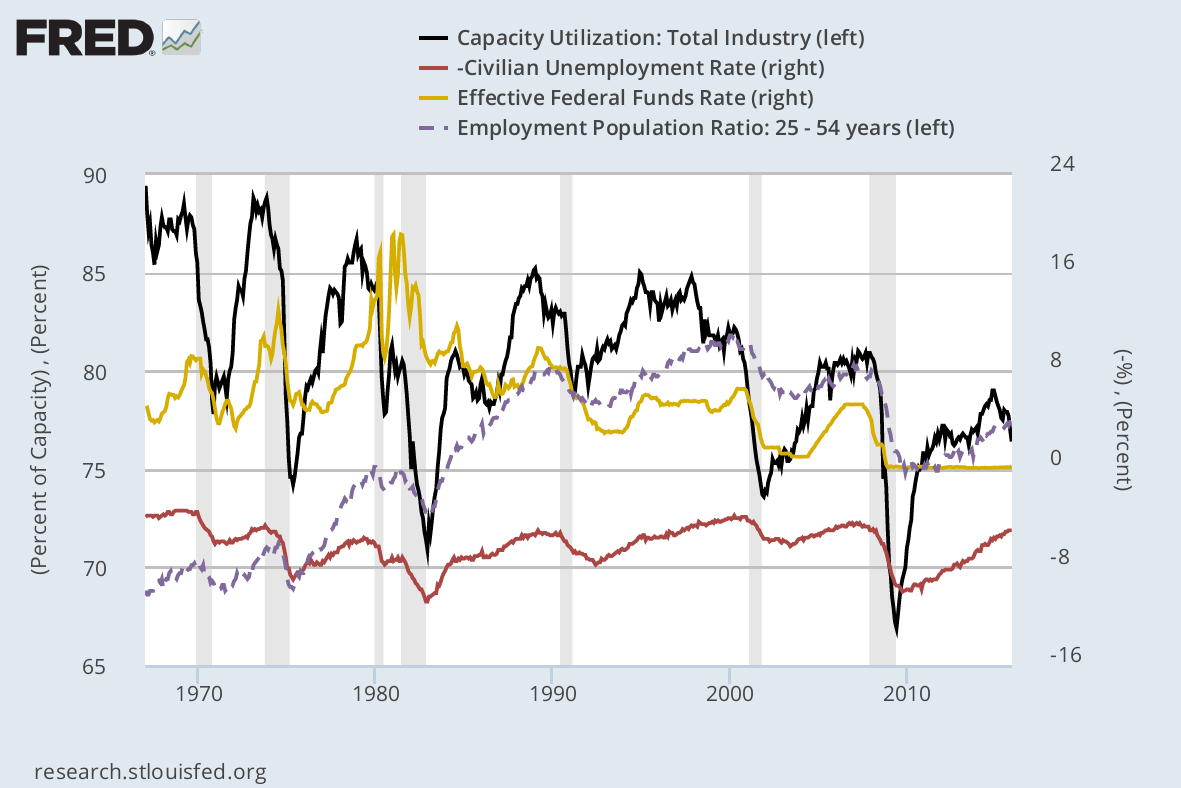
استفاده از ظرفیت (خط سیاه) در تولید در ایالات متحده، نرخ بیکاری (خط قرمز، وارونه، مقیاس سمت راست)، نرخ اشتغال (خط نقطه‌چین)

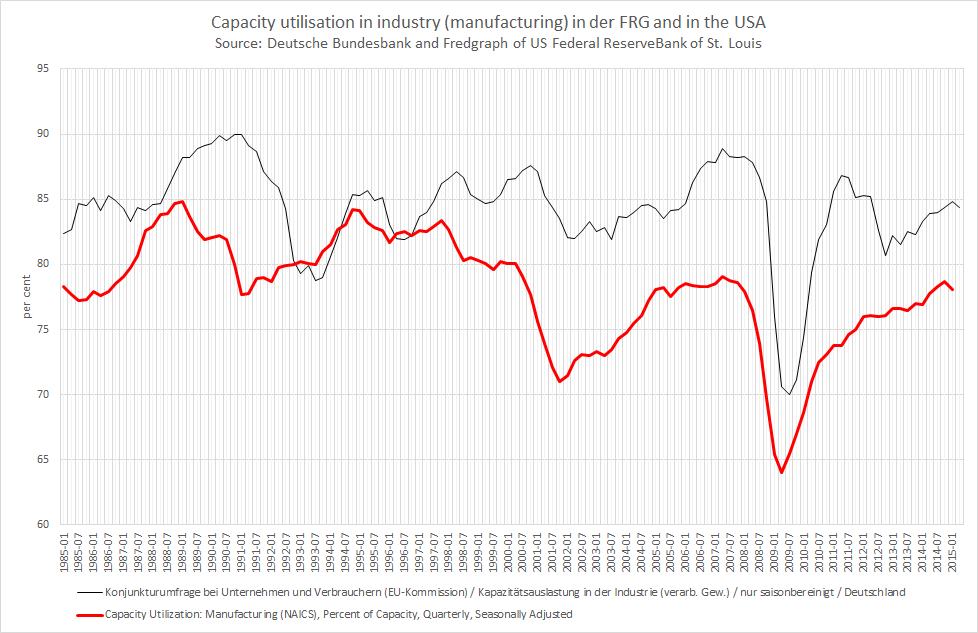
استفاده از ظرفیت در تولید در آلمان و در ایالات متحده آمریکا